# والسی سندلبورگ
والسی سندلبورگ (به آلمانی: Wallsee-Sindelburg) یک منطقهٔ مسکونی در اتریش است که در بخش امستیتن واقع شده‌است. والسی سندلبورگ ۲٬۱۲۱ نفر جمعیت دارد.